# メディアシュ
メディアシュ（Medias、ルーマニア語：Mediaș [ˈmedi.aʃ]、ドイツ語：Mediasch、ハンガリー語：Medgyes、ラテン語：シェゲシュヴァール Media、ザクセン語： Medwesch/Medveš/Medwisch）は、ルーマニアのトランシルヴァニア地方のシビウ県の町である。

## 地理
ルーマニアのほぼ中央に位置する。シギショアラから北へ39キロメートル、ブラジから東へ40キロメートル。シビウから北へ55キロメートル。最寄りの空港はシビウ(SBZ)とクルジュ＝ナポカ(CLJ)。ユネスコ世界遺産で知られるビエルタン要塞教会はここから東へ19キロメートル。

## 歴史
集落の痕跡は新石器時代中期まで遡り、青銅器時代、鉄器時代、ダキア王国時代、ローマ帝国時代と継続して人々が居住してきた。ローマ時代の文書には「街道が交差する地」に城壁を持つ集落があったと記されている。地名の由来は「サワーチェリー（スミミザクラ）」を意味するハンガリー語の”Meggy"で、9世紀ごろに住んでいたセーケイ人が名付けたと考えられている。
12世紀半ば、トランシルヴァニアの植民地化を推し進めるハンガリー王はザクセン人と呼ばれるドイツ人入植者をこの土地に送り出し、1318年にメディアシュ、ビエルタン、シェイカマーレの住民にこの地方を統治する権限を与えた。町はキウィタス（civitas＝都市）と呼ばれたが、1389年にヴィラ・メディアシュと改名した。
1437年に最初の教会の建設が始まり、1448年に町の紋章が定められた。1457年には縫製職人と仕立て屋の2つの手工業ギルドが発足し、町の発展に寄与した。1562年までに33のギルドが登録された。
トランシルヴァニア地方は14世紀ごろからオスマン帝国の脅威に晒されており、頑強な石壁で囲った要塞教会や要塞都市が次々に生まれた。メディアシュを統治するギルドは、侵略に備えるため、他の町にならって1490年ごろから数十年かけて市壁と塔（ギルドタワー）を建設し、町を要塞化した。
1557年にハンセン病、1586年から1718年にかけての数回に渡って黒死病に見舞われている。
1918年から1919年のハンガリー・ルーマニア戦争でルーマニア王国は北トランシルヴァニアを奪還し、メディアシュはルーマニア領となった。20世紀になると金属加工、ガラス細工、食品や衣料品の製造が盛んになった。

## 人口動態
1910年の調査では8,626人（44.8％がドイツ人〈ザクセン人〉、31.6％がルーマニア人、19.9％がハンガリー人）であった。第二次世界大戦後に人口が増加し、ピークは1977年の65,072人だが、1989年のルーマニア革命のあと減少し、1992年は64,481人、2011年は47,204人、2022年は39,505人となっている。

### 2022年の民族構成比
- ルーマニア人 - 87.9％
- ハンガリー人 - 7.6％
- ロマ - 3.2％
- ドイツ人 - 1.2％
- その他の少数民族 - 0.1％

## 気候
夏は涼しく冬は雪が多い。1年で最も寒いのは1月で最低平均気温はマイナス6℃、最も暖かいのは7月で最高平均気温26℃となっている。年間を通して曇りがちな日が多い。
| メディアシュ, 2016-2023の気候 | メディアシュ, 2016-2023の気候 | メディアシュ, 2016-2023の気候 | メディアシュ, 2016-2023の気候 | メディアシュ, 2016-2023の気候 | メディアシュ, 2016-2023の気候 | メディアシュ, 2016-2023の気候 | メディアシュ, 2016-2023の気候 | メディアシュ, 2016-2023の気候 | メディアシュ, 2016-2023の気候 | メディアシュ, 2016-2023の気候 | メディアシュ, 2016-2023の気候 | メディアシュ, 2016-2023の気候 | メディアシュ, 2016-2023の気候 |
| 月                            | 1月                           | 2月                           | 3月                           | 4月                           | 5月                           | 6月                           | 7月                           | 8月                           | 9月                           | 10月                          | 11月                          | 12月                          | 年                            |
| ----------------------------- | ----------------------------- | ----------------------------- | ----------------------------- | ----------------------------- | ----------------------------- | ----------------------------- | ----------------------------- | ----------------------------- | ----------------------------- | ----------------------------- | ----------------------------- | ----------------------------- | ----------------------------- |
| 平均最高気温 °C （°F）        | 1 (33)                        | 3 (38)                        | 10 (50)                       | 16 (61)                       | 21 (69)                       | 24 (75)                       | 26 (79)                       | 26 (78)                       | 21 (70)                       | 15 (59)                       | 8 (46)                        | 2 (35)                        | 14.4 (57.8)                   |
| 日平均気温 °C （°F）          | −3 (27)                       | −1 (30)                       | 4 (40)                        | 15 (59)                       | 15 (59)                       | 18 (65)                       | 20 (68)                       | 19 (67)                       | 15 (59)                       | 9 (49)                        | 3 (38)                        | −2 (29)                       | 9.3 (49.2)                    |
| 平均最低気温 °C （°F）        | −6 (21)                       | −5 (23)                       | −1 (31)                       | 4 (40)                        | 9 (49)                        | 12 (54)                       | 14 (57)                       | 13 (56)                       | 9 (49)                        | 4 (39)                        | −1 (31)                       | −4 (24)                       | 4 (39.5)                      |
| 降水量 mm （inch）            | 8 (0.3)                       | 8 (0.3)                       | 18 (0.7)                      | 36 (1.4)                      | 48 (1.9)                      | 64 (2.5)                      | 61 (2.4)                      | 48 (1.9)                      | 38 (1.5)                      | 30 (1.2)                      | 20 (0.8)                      | 13 (0.5)                      | 392 (15.4)                    |
| 降雪量 cm （inch）            | 5.8 (2.3)                     | 4.8 (1.9)                     | 1.3 (0.5)                     | 0.8 (0.3)                     | 0 (0)                         | 0 (0)                         | 0 (0)                         | 0 (0)                         | 0 (0)                         | 0.3 (0.1)                     | 2 (0.8)                       | 5.1 (2.0)                     | 20.1 (7.9)                    |
| 出典：Wether Spark            |                               |                               |                               |                               |                               |                               |                               |                               |                               |                               |                               |                               |                               |

日の出が最も早いのは6月15日 05:30、最も遅いのは1月2日 08:05。日の入りが最も遅いのは6月25日 21:18、最も早いのは12月10日 16:36。夏時間が採用される（2024年は3月31日から10月27日まで）。

## 産業
シビウ県でシビウに次いで2番目に製造業が盛んな町である。1880年ごろから皮革製品工場、縫製工場、サラミや缶詰類の食品工場などの工場が次々に建てられた。1920年代にはガラス・クリスタル製品工場、近年では自動車部品工場などもできた。ブカレストの「国民の館」を飾る480個のシャンデリアはメディアシュで作られたものであった。
また、ルーマニア最大の天然ガスの生産地であり、国営企業のロムガス(Romgaz)とトランスガス(Transgaz)の本社が置かれる。天然ガスはハンガリー、モルドバ、ブルガリアへも供給している。

## 観光・名所
- 聖マーガレット教会 Biserica Sfânta Margareta

ハンガリー王国時代の1437年から1488年にかけて、ザクソン人によって建てられたローマカトリック教会。宗教改革でルター派に改宗した。14世紀のフレスコ画や1755年のパイプオルガン、ヨーロッパ最大のトランシルヴァニア絨毯と、16世紀から18世紀にかけてのアナトリア絨毯のコレクションが展示されている。
- トランペッターの塔 Turnul Trompeților

聖マーガレット教会の角にそびえ立つ塔。13世紀ごろに着工し、聖マーガレット教会とほぼ同時期に5層の塔が完成したが、15世紀にさらに3層を増築して全高68.5メートルに達した。4面にある時計は1880年に設置された。塔には見張りが置かれ、敵の接近や火災を見つけたらトランペットを吹いて町中に知らせたため、この名が付いた。
建設当初から塔が傾き始めたといい、1920年代と1970年代に地盤補強が行われた。現在も先端部分が北へ2.32メートル傾いている。
- 市壁とギルドタワー Citadel Walls and Guild Towers

14世紀には総延長2.4キロ、高さ8メートルの市壁が町を囲み、塔（ギルドタワー）が17か所、大門が3か所、小門が4か所あった。やがて要塞としての役目を終えたため18世紀に撤去が始まった。現在は塔が6か所、大門が2か所、小門が1か所、断片的に残った市壁が保存されている。
2022年、ロープ職人の塔から14世紀から16世紀にかけての大量のインキュナブラが見つかった。第一次世界大戦時に焼失から逃れるため保管されたと見られる。
- フランシスコ会教会と修道院 Franciscan Church and Monastery

1400年代始めごろに建てられた教会。先に発生した宗教改革の影響で1556年に修道士が追放され、それから100年ほど家畜小屋などに使われた。1721年にローマカトリックに返還されたが、相当荒廃していたためゴシック様式からバロック様式に改装した。348枚のローマ時代の硬貨、様々な時代の宝石や陶磁器を展示している。
- シナゴーグ synagogue

1897年に建てられたユダヤ教会堂。1848年革命でユダヤ人の居住制限緩和に伴ってメディアシュに多くのユダヤ人が移ってきたため、約1,000人を収容できるシナゴーグを建設した。現在のメディアシュにユダヤ人は数人しかおらず老朽化が進んでいるが、トランシルヴァニア地方のユダヤ人文化を伝承する資料館が計画されている。
- ヘルマン・オーベルト記念館 Hermann Oberth Memorial Museum

ロケット工学者のヘルマン・オーベルト(1894-1989)の生誕100年を記念して作られた博物館。オーベルトは若いころにメディアシュで高校の教師をしていたことがあり、建物はそのときの住まいであった。ナチスのＶ2ロケット開発に携わり、戦後はアメリカでロケット研究をした。